# 半人馬座V815
半人馬座V815，又名CD-41 6343，HD 96616、SAO 222581、HR 4327，是半人馬座的一颗恒星，视星等为5.15，位于銀經283.28，銀緯16.22，其B1900.0坐标为赤經11h 2m 39s，赤緯-42° 16.22′ 56″。